# Грајфенштајн (Хесен)
Грајфенштајн (њем. Greifenstein) општина је у њемачкој савезној држави Хесен. Једно је од 23 општинска средишта округа Лан-Дил. Према процјени из 2010. у општини је живјело 7.158 становника. Посједује регионалну шифру (AGS) 6532010.

## Географски и демографски подаци
Грајфенштајн се налази у савезној држави Хесен у округу Лан-Дил. Општина се налази на надморској висини од 273 метра. Површина општине износи 67,4 km². У самом мјесту је, према процјени из 2010. године, живјело 7.158 становника. Просјечна густина становништва износи 106 становника/km².

## Међународна сарадња
| Мјесто              | Држава   | Врста сарадње | Од    |
| ------------------- | -------- | ------------- | ----- |
| Санкт Андре-Вердерн | Аустрија | партнерство   | 1990. |
| Извор               |          |               |       |